# Barbosa, Antioquia
Barbosa, Antioquia este un municipiu din departamentul Antioquia, Columbia.